# Polia lama
Polia lama är en fjärilsart som beskrevs av Otto Staudinger 1896. Polia lama ingår i släktet Polia och familjen nattflyn. Inga underarter finns listade i Catalogue of Life.